# Pop Jazz and Love
Pop Jazz and Love è un album del cantautore italiano Sergio Caputo, pubblicato nel 2015 dall'etichetta discografica Alcatraz Moon.

## Descrizione
Dopo 11 anni 
dall'ultimo album di inediti questo lavoro rappresenta un'evoluzione stilistica del cantautore, mescolando sonorità pop e jazz con un tocco moderno. La maggior parte dei brani è scritta in inglese, una scelta che amplia il suo pubblico e aggiunge una dimensione internazionale alla sua musica.
Il disco include dieci tracce inedite, tra cui spiccano brani come Everybody Looks So Beautiful in Paris e Straight for My Heart, che combinano melodie accattivanti con testi evocativi. Caputo sperimenta con sintetizzatori, chitarre distorte e effetti vocali, creando un sound particolare.

La copertina è di Sergio Caputo e ritrae l'ispiratrice di queste canzoni, sua moglie Cristina Zatti che invece è l'autrice della foto sul retro che riprende l'artista.
Particolare per il contesto e la storia di Caputo il brano che chiude l'album, I Only Wanna Be Myself, con sonorità reggae.

## Tracce
CD (Alcatraz Moon, ..)
Testi e musiche di Sergio Caputo.
1. Everybody Looks So Beautiful in Paris – 4:09
2. Straight for My Heart – 4:10
3. Cristina – 3:54
4. Like – 4:22
5. A bazzicare il lungomare – 3:49
6. Welcome to My Loneliness – 4:05
7. The Way We Were, the Way We Are – 3:38
8. Just a Fallen Angel – 3:43
9. Bachata Qué Luna – 3:43
10. I Only Wanna Be Myself – 3:56

Durata totale: 39:29

## Formazione
- Sergio Caputo - voce, chitarra, basso, sintetizzatore
- Paolo Vianello - piano
- Alberto Botta - batteria
- Massimo Zagonari - sassofono, flauto